# Polycarpon tetraphyllum
Polycarpon tetraphyllum là loài thực vật có hoa thuộc họ Cẩm chướng. Loài này được (L.) L. miêu tả khoa học đầu tiên năm 1759.